# Syndrome de l'imposteur
Ne doit pas être confondu avec le syndrome de Capgras, un trouble psychiatrique dans lequel on prend les personnes aimées pour des imposteurs.

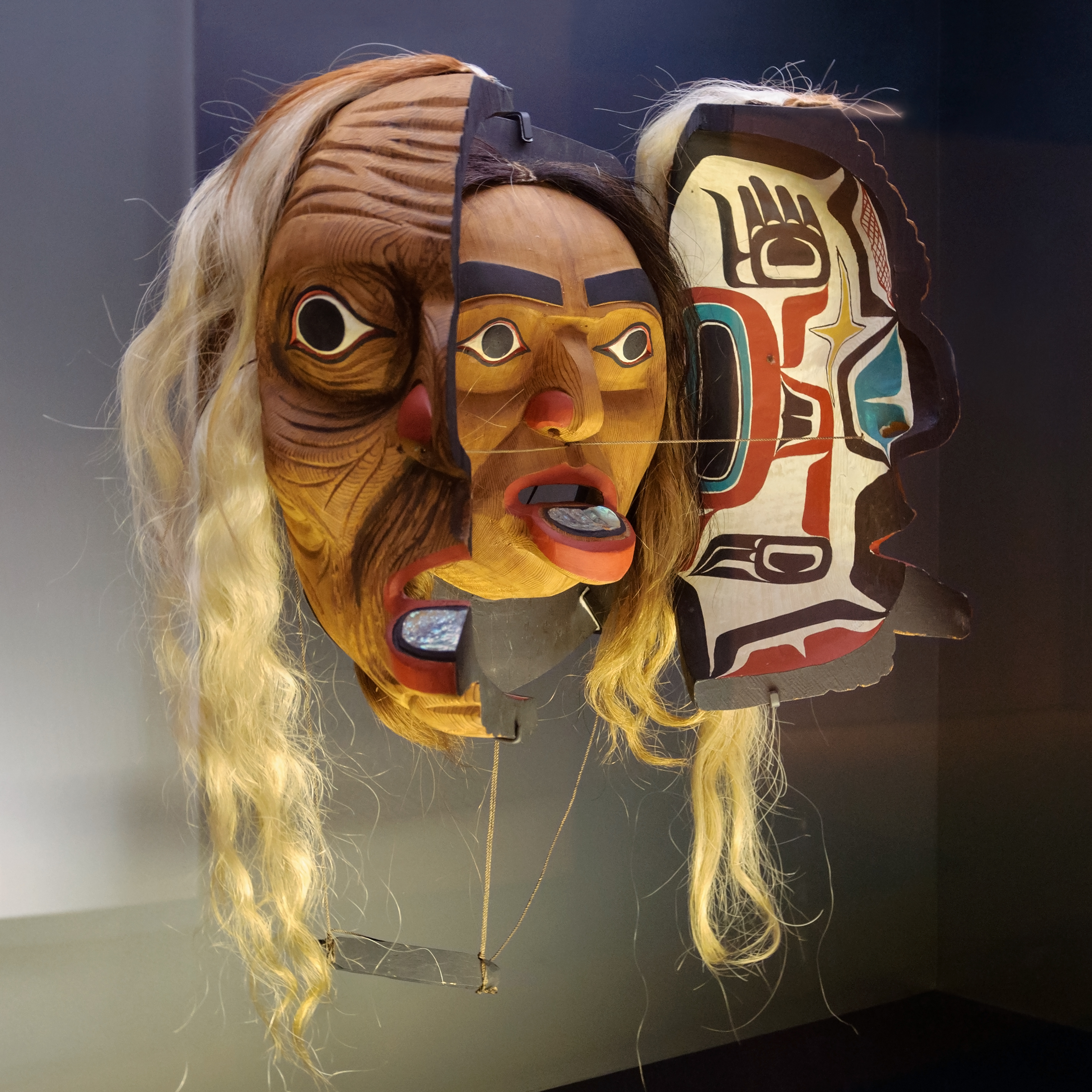
La personne atteinte a l'impression d'être vue comme quelqu'un d'autre (masque à transformation Kwakwaka'wakw).

Les personnes atteintes du syndrome de l'imposteur, également appelé phénomène de l'imposteur ou expérience de l'imposture, expriment une forme de doute maladif qui consiste essentiellement à nier la propriété de tout accomplissement personnel. Ces personnes rejettent donc plus ou moins systématiquement le mérite lié à leur travail et attribuent le succès de leurs entreprises à des éléments qui leur sont extérieurs (la chance, leurs relations, des circonstances particulières). Dans certains cas, la personne atteinte peut aller jusqu'à se percevoir comme une sorte de dupeur-né qui abuse ses collègues, ses amis, ses supérieurs et s'attendre à être démasquée d'un jour à l'autre. S'il est fréquent chez les personnes connaissant une ascension sociale mais qui ont été ou demeurent victimes de mépris de classe, d'autres causes peuvent également engendrer sa survenue.

## Histoire
La psychologue Pauline Rose Clance a été la première à étudier ce sentiment d'insécurité injustifié. Dans son travail de thérapeute, elle a remarqué que beaucoup de ses patients non diplômés partageaient une même préoccupation : bien qu'ils aient de bonnes notes, ils ne croyaient pas qu'ils méritaient leur place à l'université. Avec sa collègue et psychologue Suzanne A. Imes, elles étudieront ce qu’elles appelleront « le syndrome de l’imposteur » en 1978, chez 150 femmes. Toutes les participantes avaient été officiellement reconnues pour leur excellence professionnelle par leurs collègues et avaient affiché des résultats scolaires grâce à des diplômes obtenus et à des scores aux tests standardisés. Malgré les preuves constantes de validation externe, ces femmes n'avaient pas la reconnaissance interne de leurs réalisations. Les participantes ont expliqué que leur succès était le fruit de la chance et que d'autres surestimaient simplement leur intelligence et leurs capacités.
D’après Clance et Imes, il existe quatre comportements qui font « effet boule de neige » : 
- le premier comportement implique rapidité et travail acharné. Bien que ce soient là des traits communs à tout individu persévérant, la personne souffrant du syndrome de l’imposteur travaille sans relâche par crainte d'être découverte comme escroc. Elle essaie donc constamment de rattraper ce faux retard intellectuel lié à sa perception de l’écart entre son intellect et son intellect vu par autrui. Ainsi, un cercle vicieux se crée. Il commence par la peur d'être découverte en tant qu’escroc, conduit à une surcharge de travail et à un travail acharné menant à l'approbation temporaire des supérieurs, que la personne est sujette à ne pas croire. Et cela se répète encore et encore ;

- le deuxième comportement consiste à avoir le sentiment d'être un imposteur et donc, de porter un masque. La personne ne parle pas de ses véritables sentiments ou idées, mais dit plutôt ce qu'elle croit que ses supérieurs ou ses camarades de classe veulent entendre, ou s'attend à ce qu'ils le disent. La personne qui souffre du syndrome soutiendra les idées d'une autre personne et minimisera ses propres capacités. Cela permet à l'imposteur de croire que personne ne peut le critiquer ou le détester, parce qu'il est compréhensif et agréable ;

- le troisième comportement implique charme et perspicacité pour gagner la faveur de ses supérieurs. L'imposteur veut être reconnu par ses professeurs ou entraîneurs en tant qu'élève star. Il attache donc ce masque plus serré et tente de gagner leur cœur. Cette personne veut obtenir le soutien et le réconfort de ses capacités de la part du supérieur, dans l'espoir que cela l'aidera à prendre confiance en ses propres capacités sous le masque. Malheureusement, après que l'imposteur a reçu leur validation, il peut commencer à remettre en question ses capacités, pensant que la validation a été donnée grâce à son charme et à ses bonnes compétences d'acteur, et non son intellect. Ainsi, un cercle vicieux de recherche de réconfort auprès de différents supérieurs laisse l'imposteur incertain de ses propres capacités et talents ;

- le quatrième comportement est celui de l'imposteur évitant de faire preuve de confiance en soi. La modestie est la meilleure attitude à adopter pour un imposteur. Si la personne souffrant du syndrome évite de montrer sa confiance en soi, personne ne peut la défier sur son intellect ou ses idées ; il s’agit donc d'éviter les conflits et les confrontations.

Par ailleurs, elles ont établi une liste de facteurs à partir desquels le syndrome s’est développé : les stéréotypes de genre, la dynamique familiale précoce, la culture et le style d'attribution. À l’origine, la croyance était que seules les femmes professionnelles étaient concernées par ce phénomène. Cependant, des recherches ultérieures montrent qu’il affecte les deux sexes et des personnes avec des métiers divers : étudiants, académiques, professionnels de la santé, de marketing, ainsi que des personnes de différentes cultures. Il est estimé qu’environ 70 % de la population peut être touchée par ce syndrome ou vivre un épisode de ce syndrome au moins une fois dans sa vie.
D’autre part, les chercheuses ont déterminé que les femmes qui ont subi ce syndrome présentaient des symptômes liés à la dépression, à l'anxiété généralisée et à une faible confiance en soi. Elles ont dressé une liste de critères permettant d’établir le « profil type » des personnes présentant ce syndrome, dans laquelle figure certains symptômes cités ci-dessus, mais aussi une surestimation des compétences d’autrui, un dénigrement de ses propres atouts, etc..

## Notion en psychologie ou en psychiatrie
Le terme est inventé par les psychologues cliniques Pauline Rose Clance et Suzanne A. Imes en 1978.
Entre 60 et 70 % des personnes douteraient, à un moment ou à un autre de leur carrière, de la réalité ou de la légitimité de leurs succès.  Ces pensées négatives sont généralement dépassées par une certaine clairvoyance, mais elles peuvent finir par devenir invalidantes. Certaines personnes souffrant de ce syndrome sont motivées par l'idée que leurs travaux sont trop simples et évidents pour mériter de l'attention, de l'admiration, un salaire ou des récompenses. 
Pour d'autres, le complexe de l'imposteur est lié à la peur de réussir et empêche les personnes qui en sont victimes de développer pleinement leur potentiel. Inconsciemment convaincues que leur réputation est usurpée, ces dernières fuient toute possibilité qui leur permettrait d'aller encore plus loin.
Ces personnes vivent dans le doute et pensent qu'un jour elles seront démasquées et que quelqu'un fera la preuve de leur incapacité.
Cependant, la notion de maladie fait débat, et les chercheuses Pauline Rose Clance et Suzanne A. Imes, à l'origine de ce concept, regretteraient d'avoir utilisé le terme de « syndrome »,. En effet, appeler cela un syndrome serait minimiser son caractère universel : tout le monde est sensible à un phénomène connu sous le nom d'ignorance pluraliste, où chacun doute de soi en privé et croit qu’il est le seul à penser de cette façon parce que personne d’autre n’exprime ses doutes. D’ailleurs, Clance est revenue sur sa première hypothèse qui n’attribuait le phénomène de l’imposteur qu’aux femmes, reconnaissant aujourd’hui que les hommes sont tout aussi susceptibles de relier leur succès « à des facteurs extérieurs à leurs capacités propres ». Si le syndrome de l'imposteur n'en est pas un au sens psychologique du terme, il n’est donc pas une maladie, une pathologie qu'il faudrait soigner ; les deux auteures préfèrent ainsi parler d'une « expérience » que 70 % de la population aurait déjà vécue. 
Par ailleurs, ce phénomène de l’imposteur n’est pas reconnu par l’American Psychiatric Association (APA) car il ne figure pas ni dans le DSM ni dans la CIM, bien que ces deux systèmes de classification reconnaissent une faible estime de soi et un sentiment d'échec comme des symptômes associés de la dépression.

## Causes
Une des causes du syndrome de l’imposteur viendrait, selon l’auteur Nicolas Sarrasin, de la société et plus précisément, de son fonctionnement et de ses valeurs très individualistes. En effet, l’individualisme amène à un esprit de compétition, de comparaison aux autres et même de performance. Cet individualisme « négatif » est celui qui prend la forme de normes absolues que la société impose : pour exister, pour être heureux, pour être reconnu, il faut être le meilleur, le plus intelligent, riche, admiré, etc.
Ce diktat social influence par conséquent, l’individu qui pense qu’il doit absolument avoir toutes les compétences nécessaires pour prétendre être qui il est et faire ce qu’il fait.
Par ailleurs, l’éducation aussi peut jouer un rôle : on inculque à l’enfant depuis son plus jeune âge, qu’il fera un métier plus tard, et qui plus est un métier qu’il aime. C’est une sorte de pression qui est ancrée dans le cerveau dès l’enfance. 
Selon Elsa Andron, psychologue du travail et psychologue clinicienne, le syndrome de l’imposteur peut se révéler chez l’enfant en fonction de son environnement familial. En effet, si l’enfant remarque une différence d’opinion de lui-même entre l’école et l’environnement familial, c’est-à-dire qu’il est perçu comme bon élève par l’un et perçu comme élève médiocre par l’autre, il aura tendance à choisir alors l’opinion négative. Il va penser que l’opinion positive est un mensonge, dans le seul but de lui faire plaisir. 
La surestimation de l’intelligence de l’enfant au domicile est tout aussi problématique. En effet, la psychologue explique que celui-ci va assimiler le fait qu’il doit réussir à tout prix, le menant ainsi vers un schéma de performance lié à la peur de l’échec, plutôt qu’un schéma d’apprentissage, où l’erreur permet de s’améliorer. D’une part, l’intelligence va être vue comme un don et être excessivement valorisée. D’autre part, l’enfant sous cette pression va se sentir obligé d’être brillant en permanence, pour ne pas décevoir.
Si dans l’environnement familial, les qualités de l’enfant ne sont pas soulignées, celui-ci aura beaucoup de mal à reconnaître ses qualités et donc, à se construire une image positive de lui-même. Selon Andron, cela engendre par la suite, des difficultés à attribuer ses réussites à des facteurs internes, à ses qualités propres puisqu’il n’aura même pas appris à les percevoir et/ou à les juger.

## Stratégies de défense
C'est cette crainte d'être démasqué qui pousse l'imposteur à mettre en œuvre des stratégies pour masquer l’escroquerie dont il se sent coupable. 
La stratégie overdoing consiste, par rapport à une tâche à accomplir, à investir une très grande énergie. Ceci permet à la personne d'attribuer à cette grande quantité de travail le succès de l'entreprise et non à ses compétences réelles. Le perfectionnisme est ainsi ici, associé à un mécanisme d'adaptation au sentiment d'insuffisance. Cependant, à long terme, cette stratégie peut poser des risques de burn-out chez la personne. 
La stratégie underdoing prépare quant à elle, la personne à l'échec, pour lequel elle a une explication toute faite, et lui permet d'attribuer à la chance ou à un contexte particulier les raisons de la réussite éventuelle. La procrastination est ainsi utilisée comme mécanisme d'adaptation au sentiment d'insuffisance de la personne. Dans les deux cas, ces stratégies viennent renforcer le syndrome.
Par ailleurs, la Dre Valerie Young, experte sur le sujet et auteure de The Secret Thoughts of Successful Women : Why Capable People Suffer from the Impostor Syndrome and How to Thrive in Spite of It (2011), a trouvé des modèles chez les personnes qui éprouvent des sentiments d'imposteur :
1. Les « perfectionnistes » se fixent des attentes extrêmement élevées, et même s’ils atteignent 99 % de leurs objectifs, ils vont les ressentir comme des échecs. Une toute petite erreur les amènera à remettre en question leurs propres compétences ;
2. Les « experts » ressentent le besoin de connaître chaque information avant de démarrer un projet et recherchent constamment de nouvelles certifications ou formations pour améliorer leurs compétences. Ils ne postuleront pas à un emploi s'ils ne répondent pas à tous les critères de l'affichage, et ils pourraient hésiter à poser une question en classe ou à prendre la parole lors d'une réunion au travail parce qu'ils ont peur de paraître stupides s'ils ne connaissent pas déjà la réponse ;
3. Lorsque le « génie naturel » doit lutter ou travailler dur pour accomplir quelque chose, il ou elle pense que cela signifie qu'il ou elle n’est pas assez bon. Ces personnes sont habituées à ce que les compétences viennent facilement, et lorsqu'elles doivent faire des efforts, leur cerveau leur dit que c'est la preuve qu'elles sont une imposture ;
4. Les « solistes / solitaires » pensent qu'ils doivent accomplir des tâches seuls et que, s'ils ont besoin de demander de l'aide, cela signifiera qu'ils sont dans l'échec ou dans l'imposture ;
5. Les « surhommes » ou les « super-femmes » se forcent à travailler plus dur que leur entourage, pour prouver qu’ils ou elles ne sont pas des imposteurs. Ils ressentent le besoin de réussir dans tous les aspects de la vie – au travail, en tant que parents, en tant que partenaires – et peuvent se sentir stressés lorsqu'ils n'accomplissent pas quelque chose.

## Diagnostic
Le syndrome de l’imposteur n’est pas considéré comme une pathologie mais plutôt comme une manifestation normale, un mécanisme psychologique qui peut s’exprimer au moins une fois dans la vie. 
Cependant, un lien entre le syndrome de l’imposteur, l’anxiété sociale et la dépression peut exister et être démontré empiriquement.
Le syndrome de l’imposteur peut se manifester sous différentes formes et intensité. Selon Elsa Andron, psychologue du travail et psychologue clinicienne, l’un des premiers indices se présente sous la forme d’une pensée négative. Il existe certains traits de caractère communs ainsi que des signes comportementaux qui permettent de compléter le diagnostic. 
Par exemple, les personnes dites introverties sont plus sujettes à développer un syndrome de l’imposteur car elles fondent leur opinion d’elles-mêmes à partir de ce qu’elles interprètent et ressentent. 
Les personnes souffrant du syndrome éprouvent des sentiments négatifs et expriment des pensées négatives dysfonctionnelles devant une réalisation réussie. Elles ont ainsi une tendance systématique à attribuer leur succès à des éléments externes tels que la chance, leur réseau professionnel ou la sympathie de leur supérieur à leur égard. Elles expriment également un perfectionnisme inadapté qui les pousse à une insatisfaction quasi systématique en cas de succès.
Afin d’élaborer une hypothèse de manifestations de ce phénomène, il existe une liste de critères créée en 1993 par Holmes, Kertay, Adamson, Holland et Clance. Ces critères sont des critères descriptifs et d’observation où, si une personne présente au moins cinq de ces critères, il peut être envisagé qu’elle ait un syndrome de l’imposteur.
Par ailleurs, l'échelle de Clance a été développée pour définir si une personne souffre ou non du syndrome de l'imposteur.

## Thérapies
Pour Pascale Senk, journaliste spécialisée en psychologie et autrice du livre Et tu verras ta vie autrement, il existe une différence entre humilité et syndrome de l'imposteur. En effet, elle considère que le doute est nécessaire et normal (« Ce n’est pas le doute, c’est la certitude qui rend fou » - Nietzsche). Le problème, elle l’explique, est lorsque ce doute devient chronique c'est-à-dire lorsque le sujet ne croit plus les dires d’autrui et ne croit plus que lui-même et son sentiment d’insuffisance. Pour Kévin Chassangre, Docteur en psychologie et auteur du livre Cessez de vous déprécier ! Se libérer du syndrome de l'imposteur, c’est ce doute constant qui pousserait la personne souffrant de ce syndrome, à toujours se comparer à autrui mais aussi à intégrer l’idée qu’autrui sera toujours meilleur que soi puisqu’elle est focalisée sur ses lacunes et difficultés. Ainsi parle-t-il de mécanismes de dévalorisation qui s’enclenchent lors de la comparaison. Ces mécanismes sont alimentés par « de nombreuses cognitions dysfonctionnelles et comportements inadaptés qui nécessitent un travail approfondi et varié ». Selon Chassangre, l’un des outils les plus efficaces est l’adoption d’un regard bienveillant envers soi-même, c’est ce qu’il appelle « hygiène émotionnelle et psychologique ». Cependant, pour Senk, adopter ce regard est difficile surtout quand la personne est seule. Elle privilégie les séances de psychothérapies qui permettront de trouver les origines du syndrome et de le traiter.
Pour Ludivine Casilli, thérapeute en hypnose et psychothérapie, ce phénomène est nourri par des peurs : peur de se tromper, peur d’être jugé, de décevoir (soi-même ou les autres), peur d’échouer, etc. Cependant, elle considère ces peurs comme des croyances qui « sont bien souvent irréelles, fondées sur rien de tangible ». Ainsi, pour elle, il ne s’agirait pas de combattre ses peurs mais de les apprivoiser à travers notamment des thérapies d’affirmation de soi (ADS). L'affirmation de soi (ADS), concept établi par Alberti et Emmons dans les années 1970, peut se définir comme « un comportement qui permet à une personne d'agir au mieux de son intérêt, de défendre son point de vue sans anxiété excessive, l'expression efficace sincère et directe de ce que l’on pense, ce que l’on veut, ce que l’on ressent et d'exercer ses droits sans dénier ceux des autres. L'affirmation de soi n'est donc pas une qualité de la personne, mais un comportement, un axe de conduite qui se travaille et s'apprend. On ne parle donc pas de personne affirmée, mais de comportements affirmés ou affirmatifs ». L'ADS s'inscrit ainsi dans le champ du développement des habiletés sociales, c’est-à-dire des comportements verbaux et non verbaux résultant de processus cognitifs et affectifs permettant de s’adapter à l’environnement. L’apprentissage de l’ADS a pour but dans un premier temps, d’aider la personne à mieux se connaître (identifier les origines, les émotions associées, etc.) et dans un second temps, à mieux utiliser certaines notions élémentaires de psychologie, plus particulièrement en ce qui concerne 3 aspects : l’identification des émotions, des pensées et des opinions, la reconnaissance de ses droits et de ceux des autres, et la communication. L'acquisition d'un comportement affirmé va passer en grande partie par un apprentissage vicariant, on va parler de modeling. Chaperon, A.-F., Cariou-Rognant, A.-M., & Duchesne, N. dans L’affirmation de soi par le jeu de rôle en thérapie comportementale et cognitive, proposent un outil central et à privilégier lors de la thérapie d'affirmation de soi : le jeu de rôle. Selon les auteurs, il s’agira de développer les habiletés sociales de la personne : exprimer ses émotions, faire et recevoir un compliment, faire et recevoir une critique justifiée/injustifiée, etc. 
Par ailleurs, une autre forme de psychothérapie peut aider une personne à atteindre une estime de soi positive. C’est par une démarche d’évaluation que le psychothérapeute fera une anamnèse ; il s’agira ainsi pour lui, de comprendre la genèse du manque d’estime positive et d’identifier les causes développementales. L’approche de la thérapie cognitivo-comportementale (TCC) permet d’identifier et corriger les pensées erronées du client sur sa valeur personnelle. Cette thérapie a pour but d’aider également le client à se connaître, à s’accepter et se percevoir de façon réaliste par l’identification et la valorisation de ses atouts, ses forces, ses talents de même que ses réalisations passées mais aussi de mieux composer avec les échecs inévitables sans se dévaloriser. D’autre part, le psychothérapeute peut suggérer au client la pratique de méthodes éprouvées telles que l’auto hypnose, la méditation, la cohérence cardiaque, le yoga et l’activité physique.
Par ailleurs, les thérapies groupales peuvent permettre aux patients de se sortir de leurs sentiments de solitude en écoutant d’autres personnes contant les mêmes expériences. Selon Chassangre et Callahan, ces thérapies favorisent la restitution d’un vrai-soi, élément clé pour que le patient arrête d’utiliser une image de façade pour obtenir l’approbation des autres.

## Critiques
Le concept de syndrome de l'imposteur est parfois accusé de faire porter la responsabilité du problème à la personne qui l'éprouve, au lieu d'inciter à l'analyse de l'environnement ou du problème structurel qui sont cause de ce syndrome.